# Swisher (Iowa)
Swisher é uma cidade localizada no estado americano de Iowa, no Condado de Johnson.

## Demografia
Segundo o censo americano de 2000, a sua população era de 813 habitantes.
Em 2006, foi estimada uma população de 783, um decréscimo de 30 (-3.7%).

## Geografia
De acordo com o United States Census Bureau tem uma área de
1,2 km², dos quais 1,2 km² cobertos por terra e 0,0 km² cobertos por água. Swisher localiza-se a aproximadamente 241 m acima do nível do mar.

## Localidades na vizinhança
O diagrama seguinte representa as localidades num raio de 16 km ao redor de Swisher.